# Hof van Beroep voor het 10e circuit
Het Hof van Beroep voor het 10e circuit (Engels: United States Court of Appeals for the Tenth Circuit) is een Amerikaanse federale rechtbank die beroepszaken hoort afkomstig uit de 8 districten gelegen in de staten Arkansas, Kansas, New Mexico, Oklahoma, Utah en Wyoming. Circuit justice voor het zevende circuit is rechter Sonia Sotomayor.